# Jumar José da Costa Júnior
Jumar José da Costa Júnior, noto semplicemente come Jumar (Bandeirantes, 28 aprile 1986), è un ex calciatore brasiliano, di ruolo centrocampista.

## Palmarès

### Club

#### Competizioni nazionali
- Coppa del Brasile: 1

Vasco da Gama: 2011

#### Competizioni regionali
- Primeira Liga: 1

Londrina: 2017